# Clasville
Clasville est une commune française située dans le département de la Seine-Maritime en région Normandie. Ses habitants sont appelés les Clasvillaises et les Clasvillais. 

## Géographie
Le village de Clasville se situe dans le département de la Seine-Maritime en région Normandie (région administrative)  à proximité des villes Cany-Barville et de Vittefleur. Situé dans la campagne Normande, le village a une superficie totale de 3.2 km².

### Description

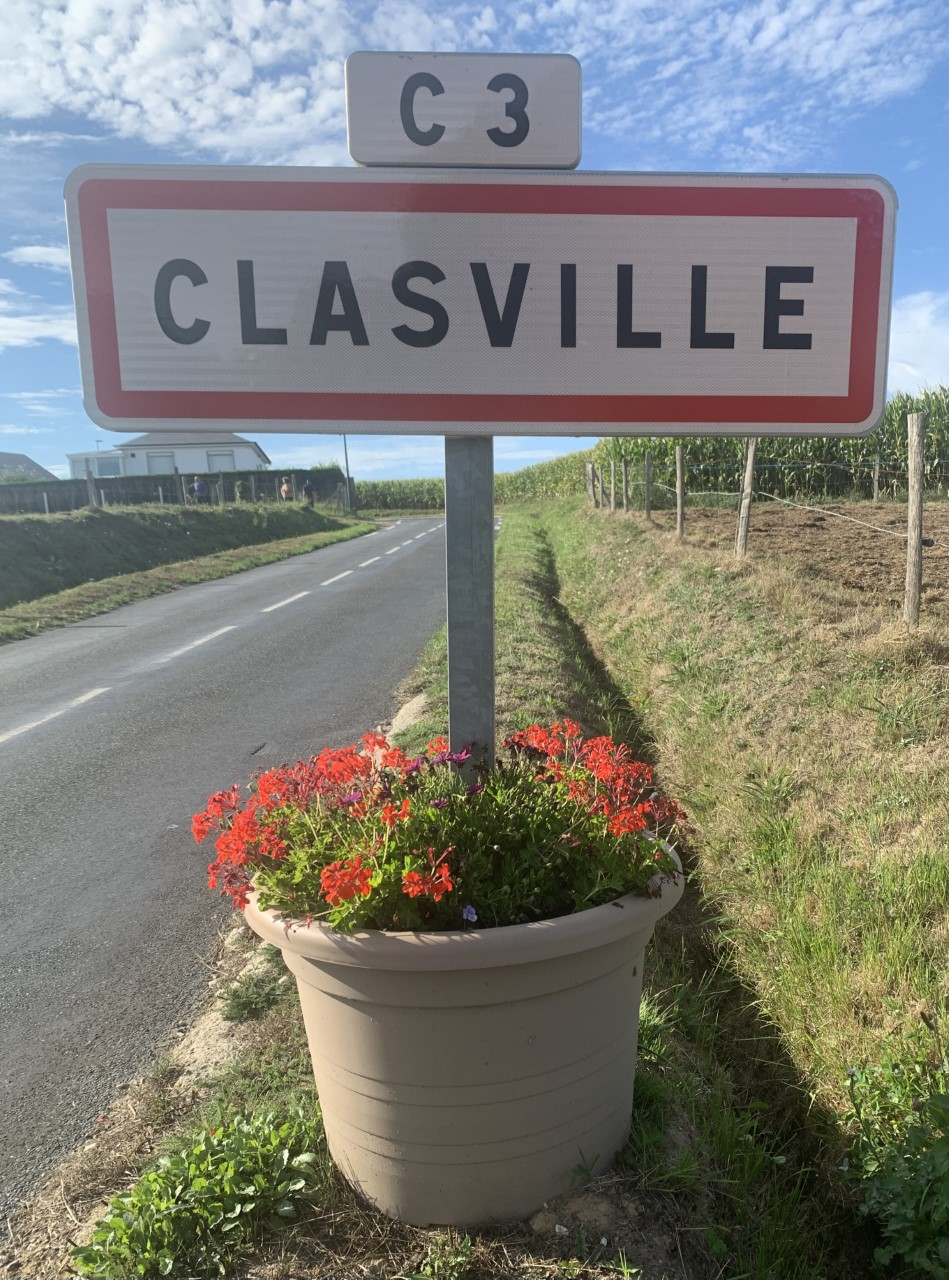
Photo d'un des panneaux d'entrée dans le village de Clasville

### Communes limitrophes
| Canouville | Vittefleur |               |
| Ouainville | Clasville  |               |
|            |            | Cany-Barville |

### Hydrographie
La commune est située dans le bassin Seine-Normandie. Elle est drainée par la Durdent et un bras de la Durdent,,.
La Durdent, d'une longueur de 25 km, prend sa source dans la commune de Héricourt-en-Caux et se jette dans la Manche en limite des communes de Paluel et de Veulettes-sur-Mer, après avoir traversé onze communes. Les caractéristiques hydrologiques de la Durdent sont données par la station hydrologique située sur la commune de Vittefleur. Le débit moyen mensuel est de 3,82 m3/s. Le débit moyen journalier maximum est de 15,8 m3/s, atteint lors de la crue du 30 janvier 1995. Le débit instantané maximal est quant à lui de 18,8 m3/s, atteint le 26 décembre 1999.
Un plan d'eau complète le réseau hydrographique : le lac de Caniel, d'une superficie totale de 20,1 ha (15,7 ha sur la commune),.

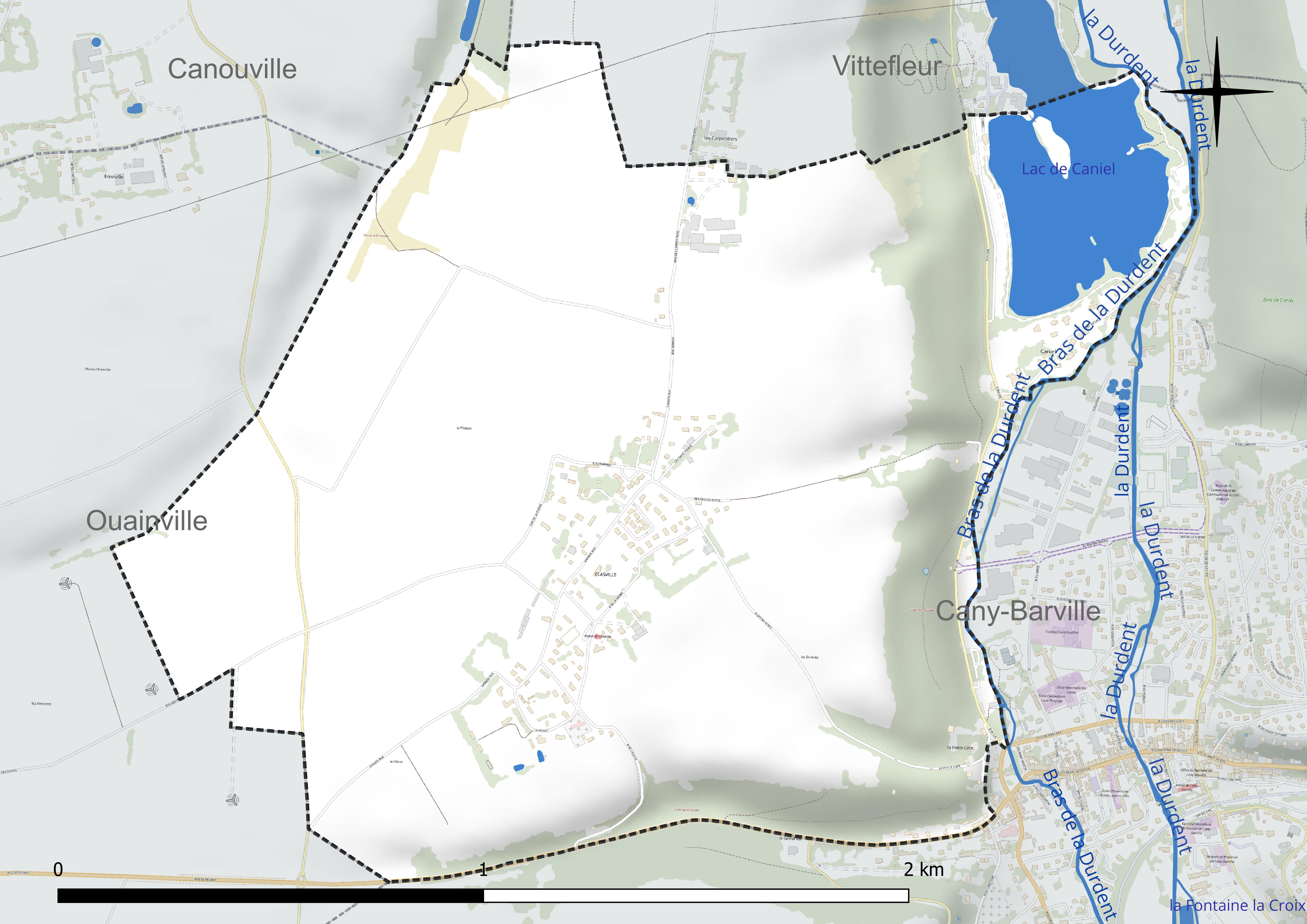
Réseau hydrographique de Clasville.

### Climat
Pour des articles plus généraux, voir Climat de la Normandie et Climat de la Seine-Maritime.
En 2010, le climat de la commune est de type climat océanique franc, selon une étude du CNRS s'appuyant sur une série de données couvrant la période 1971-2000. En 2020, Météo-France publie une typologie des climats de la France métropolitaine dans laquelle la commune est exposée à un climat océanique et est dans la région climatique Côtes de la Manche orientale, caractérisée par un faible ensoleillement (1 550 h/an) ; forte humidité de l’air (plus de 20 h/jour avec humidité relative > 80 % en hiver), vents forts fréquents. Parallèlement le GIEC normand, un groupe régional d’experts sur le climat, différencie quant à lui, dans une étude de 2020, trois grands types de climats pour la région Normandie, nuancés à une échelle plus fine par les facteurs géographiques locaux. La commune est, selon ce zonage, exposée à un « climat maritime », correspondant au Pays de Caux, frais, humide et pluvieux, légèrement plus frais que dans le Cotentin.
Pour la période 1971-2000, la température annuelle moyenne est de 10,5 °C, avec une amplitude thermique annuelle de 12,7 °C. Le cumul annuel moyen de précipitations est de 878 mm, avec 13,1 jours de précipitations en janvier et 8,3 jours en juillet. Pour la période 1991-2020, la température moyenne annuelle observée sur la station météorologique la plus proche, située sur la commune d'Ectot-lès-Baons à 21 km à vol d'oiseau, est de 10,8 °C et le cumul annuel moyen de précipitations est de 905,5 mm,. Pour l'avenir, les paramètres climatiques de la commune estimés pour 2050 selon différents scénarios d’émission de gaz à effet de serre sont consultables sur un site dédié publié par Météo-France en novembre 2022.

## Urbanisme

### Typologie
Au 1er janvier 2024, Clasville est catégorisée commune rurale à habitat dispersé, selon la nouvelle grille communale de densité à sept niveaux définie par l'Insee en 2022.
Elle est située hors unité urbaine. Par ailleurs la commune fait partie de l'aire d'attraction de Cany-Barville, dont elle est une commune de la couronne,. Cette aire, qui regroupe 6 communes, est catégorisée dans les aires de moins de 50 000 habitants,.

### Occupation des sols
L'occupation des sols de la commune, telle qu'elle ressort de la base de données européenne d’occupation biophysique des sols Corine Land Cover (CLC), est marquée par l'importance des territoires agricoles (71,7 % en 2018), en diminution par rapport à 1990 (80,1 %). La répartition détaillée en 2018 est la suivante : 
terres arables (59,1 %), forêts (13 %), prairies (12,6 %), zones urbanisées (9,4 %), eaux continentales (5,9 %). L'évolution de l’occupation des sols de la commune et de ses infrastructures peut être observée sur les différentes représentations cartographiques du territoire : la carte de Cassini (XVIIIe siècle), la carte d'état-major (1820-1866) et les cartes ou photos aériennes de l'IGN pour la période actuelle (1950 à aujourd'hui).

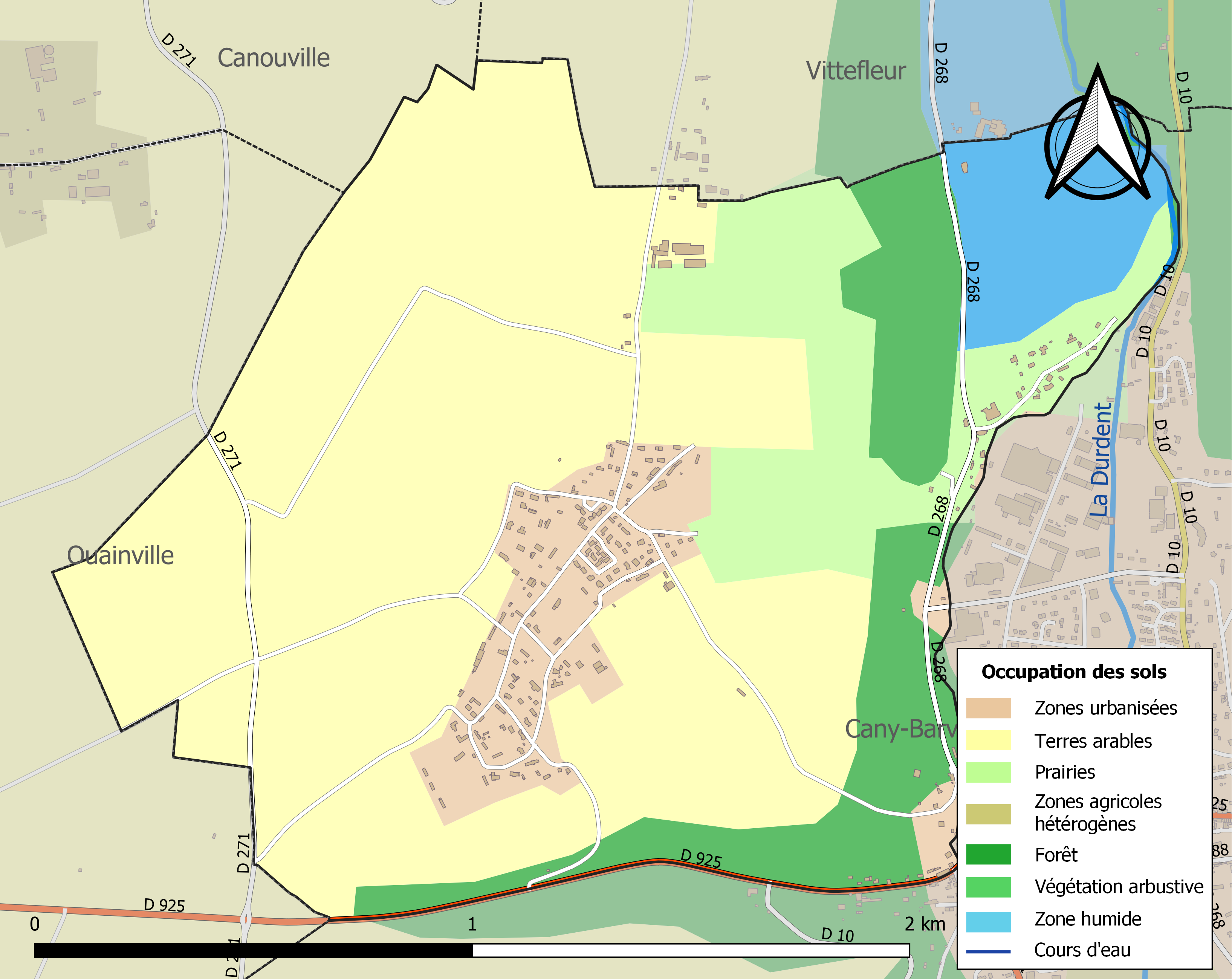
Carte des infrastructures et de l'occupation des sols de la commune en 2018 (CLC).

## Toponymie
Le nom de la localité est attesté sous la forme Clavilla entre 1057 et 1066, Ecc. Sancti Martini de Clavilla en 1501, Saint-Martin de Claville en 1713 (Archives départementales de la Seine-Maritime, G 3267 ; 9492 ; 737), Clasville en 1690 (Etat civil), Claville en Caux en 1740 (Duplessis), Claville en 1715 (Frémont), Claville en 1757 (Cassini), Claville-sur-Cany en 1876, Clasville en 1893.

## Histoire

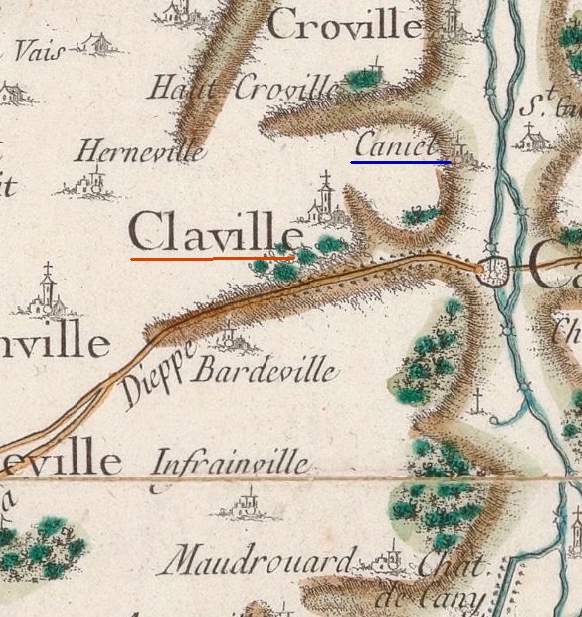
Carte de Cassini du secteur
(vers 1750).

La carte de Cassini ci-contre montre qu'au milieu du XVIIIe siècle, le village s'écrit sans S.
Au nord-est est représenté le hameau de Caniel. Le lac créé par une retenue entre les deux bras de la Durdent n'existait pas.

## Politique et administration
| Période                                  | Période                    | Identité                | Étiquette | Qualité |
| ---------------------------------------- | -------------------------- | ----------------------- | --------- | ------- |
| Les données manquantes sont à compléter. |                            |                         |           |         |
| mars 1977                                | 2014                       | Didier Ridel            |           |         |
| 2014                                     | mai 2020                   | François-Pierre Lecluse |           |         |
| juillet 2020,                            | En cours (au 10 août 2020) | Pascal Baillet          |           |         |

## Démographie
L'évolution du nombre d'habitants est connue à travers les recensements de la population effectués dans la commune depuis 1793. Pour les communes de moins de 10 000 habitants, une enquête de recensement portant sur toute la population est réalisée tous les cinq ans, les populations de référence des années intermédiaires étant quant à elles estimées par interpolation ou extrapolation. Pour la commune, le premier recensement exhaustif entrant dans le cadre du nouveau dispositif a été réalisé en 2008.

En 2022, la commune comptait 348 habitants, en évolution de +9,09 % par rapport à 2016 (Seine-Maritime : +0,35 %, France hors Mayotte : +2,11 %).
| 1793 | 1800 | 1806 | 1821 | 1831 | 1836 | 1841 | 1846 | 1851 |
| ---- | ---- | ---- | ---- | ---- | ---- | ---- | ---- | ---- |
| 400  | 395  | 301  | 346  | 408  | 435  | 420  | 448  | 466  |

| 1856 | 1861 | 1866 | 1872 | 1876 | 1881 | 1886 | 1891 | 1896 |
| ---- | ---- | ---- | ---- | ---- | ---- | ---- | ---- | ---- |
| 459  | 450  | 423  | 420  | 386  | 376  | 336  | 328  | 291  |

| 1901 | 1906 | 1911 | 1921 | 1926 | 1931 | 1936 | 1946 | 1954 |
| ---- | ---- | ---- | ---- | ---- | ---- | ---- | ---- | ---- |
| 275  | 263  | 283  | 218  | 200  | 198  | 194  | 223  | 245  |

| 1962 | 1968 | 1975 | 1982 | 1990 | 1999 | 2006 | 2008 | 2013 |
| ---- | ---- | ---- | ---- | ---- | ---- | ---- | ---- | ---- |
| 215  | 223  | 181  | 236  | 215  | 222  | 251  | 260  | 303  |

| 2018 | 2022 | - | - | - | - | - | - | - |
| ---- | ---- | - | - | - | - | - | - | - |
| 333  | 348  | - | - | - | - | - | - | - |

## Culture locale et patrimoine

### Lieux et monuments
Le village possède une église paroissiale nommé  « Église Sainte-Honorine » (dont le clocher , la nef et les chapelles latérales datent  de la 2e moitié du XVIe siècle et donc le  chœur date du XVIIe siècle ) et qui est répertoriée par les Monuments historiques (base Mérimée du ministère de la Culture) mais sans être protégée. Le village possède également un crucifix en plein cœur du village.

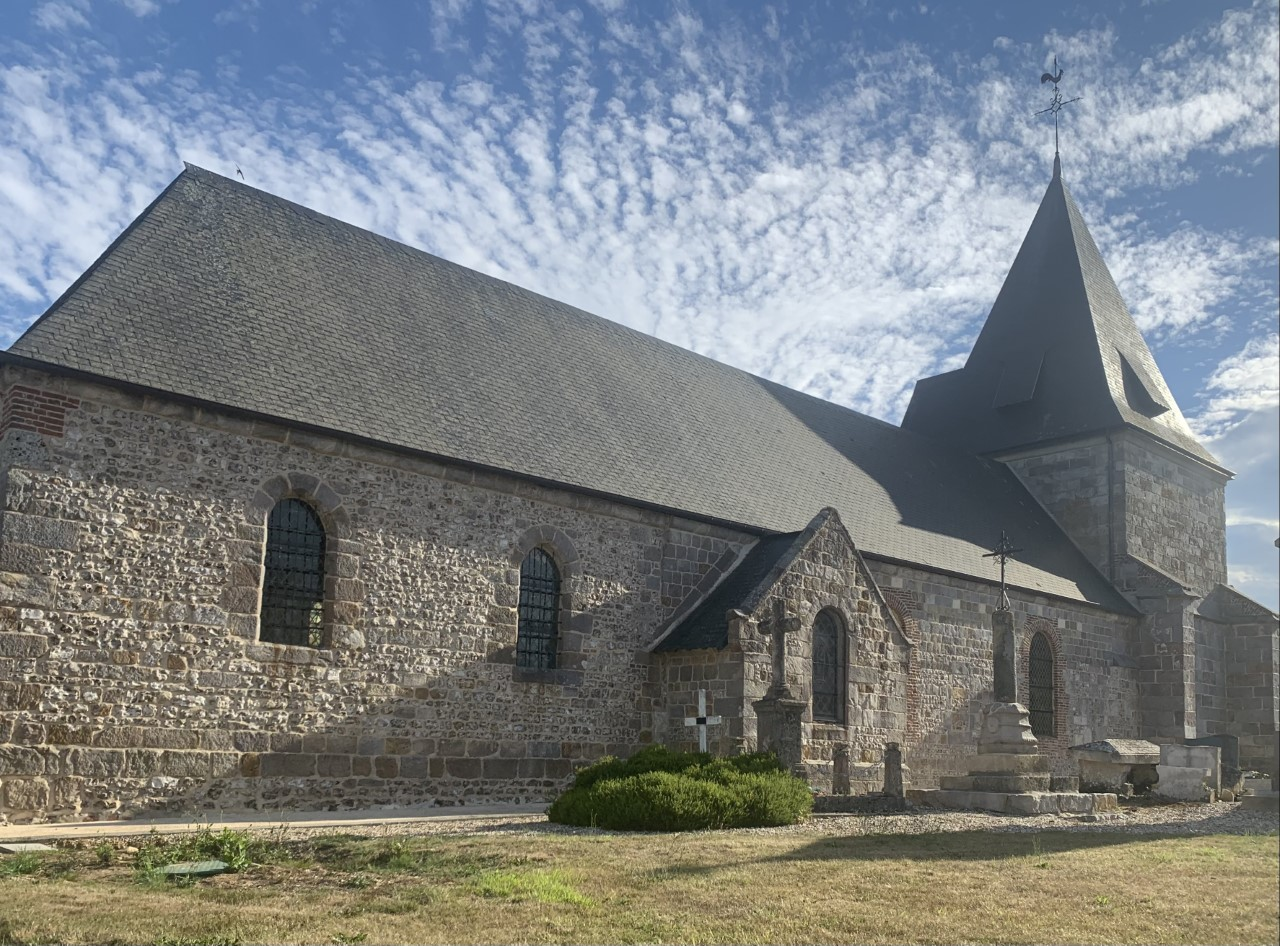
Photo de l'église Sainte-Honorine de Clasville
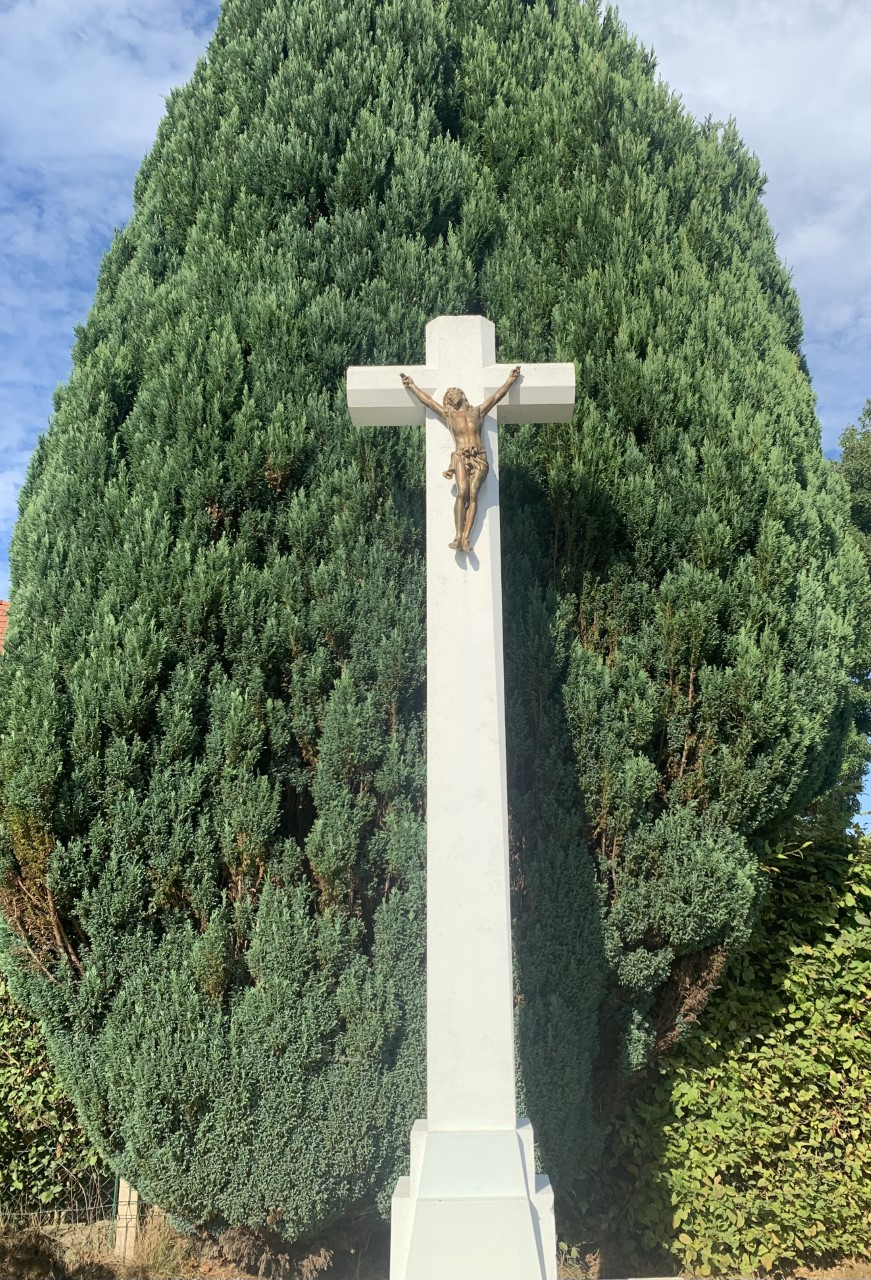
Photo du crucifix du village de Clasville

### Héraldique
| Armes de Clasville | Les armes de la commune de Clasville se blasonnent ainsi : De sinople au chevron abaissé d’or chargé d’une chaîne aussi de sinople, le maillon central circulaire et plus grand, accompagné en chef dextre d’une roue de moulin et à senestre d’une ancre de marine le tout d’argent. Création Denis Joulain, décembre 2015. |